# Batalla de Bubierca
La batalla de Bubierca o combate de Bubierca fue un enfrentamiento de la guerra de la Independencia española entre tropas españolas y francesas en 1808, con victoria de las segundas.

## Contexto
La victoria española del general Castaños en la batalla de Bailén de julio de 1808 había supuesto el colapso del control napoleónico de España. José Bonaparte evacuó Madrid y las fuerzas francesas se replegaron al norte. A medida que se extendían las noticias de la derrota francesa, los contingentes franceses abandonaron otras acciones como el primer sitio de Zaragoza mientras las milicias españoles se coordinaban en la Junta Suprema Central.
El 2 de noviembre, Napoleón estaba en Bayona para encabezar personalmente el contraataque. Bilbao pronto fue asegurada tras varios enfrentamientos y, aunque el general español Joaquín Blake aglutinó las fuerzas de Galicia y el norte y logró éxitos menores en la acción de Valmaseda, tras la batalla de Espinosa de los Monteros de 11 de noviembre el mariscal francés Claude-Victor Perrin tuvo cubierto el flanco derecho. 
Por su parte Castaños, al mando del Ejército del Centro, recibió refuerzos de las fuerzas de Aragón mandadas por José de Palafox mientras marchaba a asegurar y retomar Logroño y Calahorra, en el flanco izquierdo napoleónico. Aun así, hubo importantes disensiones entre los generales españoles sobre la posibilidad de defender una línea avanzada en la zona de La Rioja, Tudela y Tarazona con las fuerzas disponibles. 
Mientras Napoleón avanzaba y tomaba Burgos el 18 de noviembre siguiendo la ruta hacia Madrid, encomendó al mariscal Jean Lannes guardar su flanco este y repeler a las fuerzas españolas que se organizaban en el alto Ebro. Así el 22-23 de noviembre tuvieron lugar las paralelas batallas de Tudela y Cascante donde los mariscales Lannes y Ney pusieron en fuga a los españoles. 
Mientras las fuerzas aragonesas enviadas por Palafox, junto a voluntarios enviados desde Valencia y Murcia y los restos de unidades locales navarras se retiraban hacia Zaragoza, donde se organizó una enconada resistencia contra Lannes, Castaños se retiró con el ejército del Centro para tratar de cubrir Madrid en una ruta que pasó por Tarazona, Borja y desde allí enlazaba con el valle del Jalón en Plasencia de Jalón para seguir por Ricla y Calatayud hacia el centro de la península.
El general Mathieu perseguía a las fuerzas españolas sin darles descanso por lo que Castaños encomendó a Venegas organizar una defensa que permitiera la retirada. La retirada subsiguiente hacia Sigüenza fue lenta y laboriosa, pese a la insistencia de Venegas en acelerarla, y llevó a un combate dilatorio en el puerto de El Frasno el 27 de noviembre. Castaños apremió a Venegas a hacer un sacrificio que permitiera la retirada del cuerpo principal del ejército del Centro y el 29 de noviembre Venegas trató de organizar una posición defensiva en Bubierca, en el tramo del Jalón en la frontera entre Aragón y Castilla.

## Fuerzas y disposición

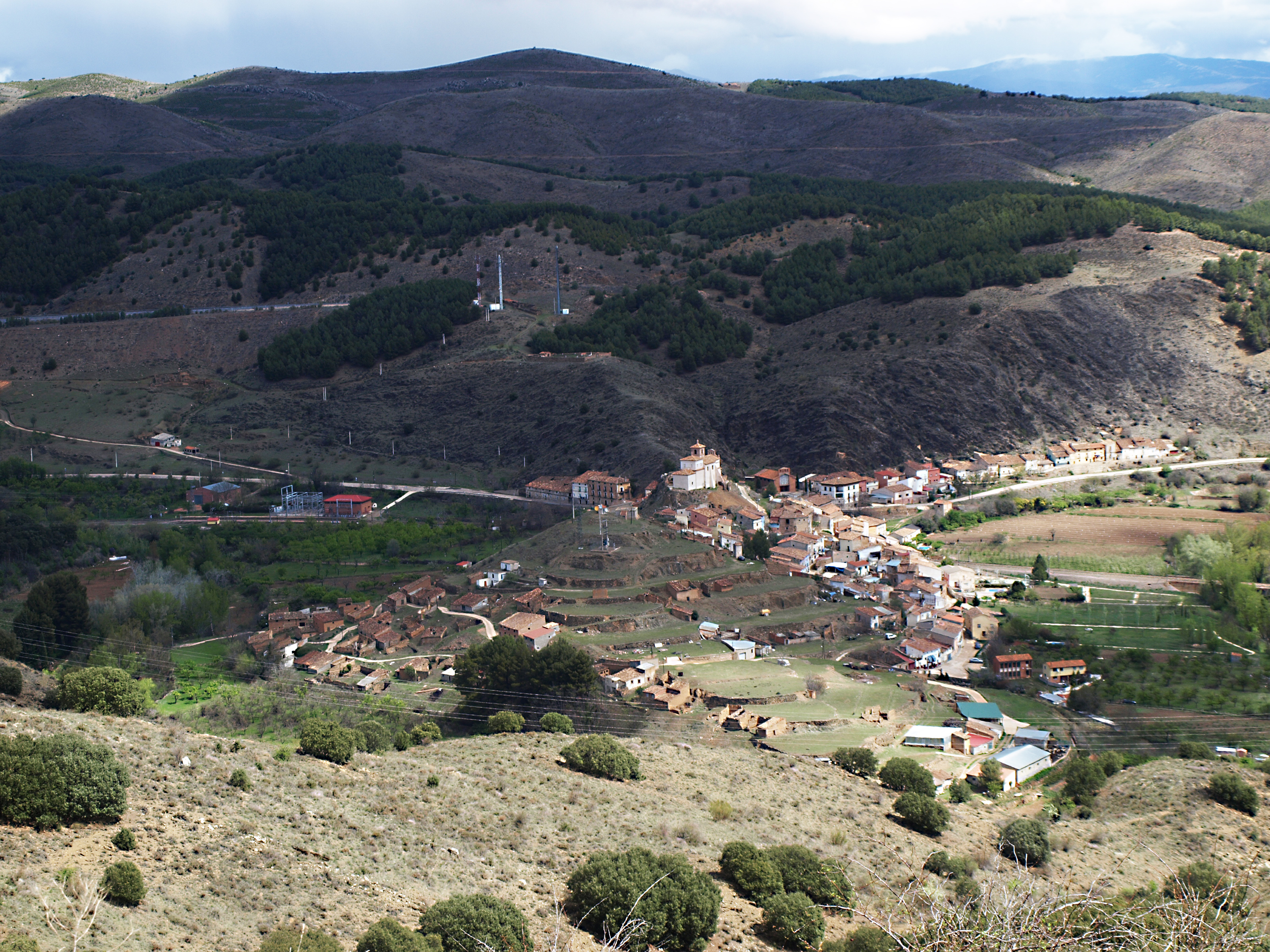
Vista general de Bubierca en la actualidad. Se ve al fondo las alturas que rodean la localidad.

Venegas contaba entre otras fuerzas, con el batallón de voluntarios de Salamanca (actual Arapiles nº 62), el regimiento de Burgos, el regimiento de Órdenes Militares, el batallón de Campo Mayor, el regimiento Navas de Tolosa y el regimiento Irlanda. Sin embargo decidió prescindir de la artillería al no ser el terreno propicio y ralentizar la posible retirada de sus fuerzas. Con la artillería se retiró como escolta el Regimiento de Caballería «España», dejándole solo con 600 efectivos de caballería (principalmente del regimiento de Borbón). En total Venegas contaba con poco más de 3100 soldados.
Venegas se organizó en una altura rodeada por el río Jalón, disponiendo a la mayoría de sus efectivos a lo largo de la muela. Esta fuerza suponía su ala izquierda, donde era esperable el principal ataque francés. El pueblo de Bubierca, en el centro, y el río en la derecha, fueron más ligeramente guardados.
Frente a él, Mathieu se aproximaba con casi 8000 soldados franceses de los regimientos de línea 25 y 27 (1ª Brigada) y 50 y 59 (2ª Brigada) y del primer regimiento de lanceros del Vístula. Estas fuerzas estaban compuestas fundamentalmente de infantería, siendo los números de su caballería muy similar a la de Venegas.

## La batalla
Como esperaba Venegas, el asalto comenzó por el flanco izquierdo donde la superioridad numérica francesa hizo retroceder poco a poco a los españoles. El avance se extendió hasta que el retroceso del ala izquierda dejó expuestas a las tropas que guarnecían el pueblo de Bubierca, teniendo que intervenir personalmente Venegas para levantar los ánimos. Pese a ello, el ejército francés no desencadenó una ofensiva definitiva, probablemente receloso de que el Ejército del Centro de Castaños pudiera venir al auxilio de su retaguardia.
Con el fin del día, la posibilidad de refuerzos españoles quedó descartada y Mathieu ordenó un asalto final. El ala derecha española sucumbió ante el asalto frontal de un enemigo superior y viéndose rodeados el centro español inicia la retirada. Las órdenes de retirada llegaron tarde a algunas unidades del centro, que fueron hechas prisioneras, pero la mayoría del ejército español logró retirarse gracias a la cobertura de su caballería, que amagó varias cargas de caballería y paró el avance francés.

## Consecuencias
Al día siguiente, 30 de noviembre de 1808, las fuerzas de Venegas se reunieron en Alhama de Aragón con la artillería de que habían dejado el día anterior. Mathieu sin embargo no les persiguió más allá de Cetina, pues las órdenes de su superior Moncey priorizaban agrupar fuerzas para intentar la toma de Zaragoza.
La batalla fue una victoria táctica francesa, con 90 bajas frente a 200 muertos (estimación francesa) y 346 prisioneros españoles. Los registros españoles se perdieron en la posterior derrota de Uclés, aunque Venegas posteriormente señalaba como indicativos de las bajas que el regimiento de Irlanda había perdido 73 miembros de 250 plazas de la unidad.
Sin embargo, a nivel estratégico la acción permitió a Castaños alcanzar Sigüenza. Ahí pasó a otras comisiones mientras sus fuerzas seguían a Guadalajara. Madrid había quedado abierta al ejército napoleónico con la paralela batalla de Somosierra el 30 de noviembre, alterando los planes de Castaños, y el ejército del Centro se dirigió a las serranías de Toledo y Cuenca para buscar un terreno más propicio. Venegas alcanzó Guadalajara el 4 de diciembre cubriendo la retirada del resto de unidades, donde pudo recibir refuerzos de Castaños antes de tener que volver a cubrir al cuerpo principal del ejército frente al mariscal Bessières. 
La retirada realizada se convirtió en uno de los puntos de disputa entre Venegas y el duque del Infantado, que se disputaban el liderazgo del ejército en ausencia de Castaños. El ejército del Centro siguió operativo en la zona protagonizando acciones como Tarancón hasta la derrota de Uclés en enero de 1809.